# Frumușeni, Arad
Frumușeni (în germană Schöndorf) este satul de reședință al comunei cu același nume din județul Arad, Banat, România.

## Localizarea
Localitatea Frumușeni este situată la 17 km sud-est de municipiul Arad, reședință de județ, în câmpia Vingăi. Legătura cu acesta se realizează printr-un drum județean (DJ 682 B), pe cursul căruia funcționează și curse regulate de transport în comun, pe rute preorășenești.
- atracție turistica: Mănăstirea Bizere

## Geografia
Câmpia în care este amplasată localitatea a apărut ca urmare a acumulării unor vaste conuri aluvionare, aduse de râurile carpatice în pleistocenul superior-holocen.
Cîmpiile înalte au devenit uscat în mod succesiv în Pleistocen iar câmpiile joase și luncile în Holocen. Astfel, ele sunt alcătuite la suprafață, în câmpiile înalte, din nisipuri, pietriș și loess (fiind neinundabile), iar în câmpiile joase din aluviuni recente.
Localitatea Frumușeni se află într-o câmpie piemontană, înaltă, fiind o continuare evidentă a dealurilor Lipovei.

## Hidrologia
Rețeaua hidrogafică este puternic influențată de râul Mureș (187 m3/s debit multianual), fiind formată din o serie de cursuri permanente sau temporare cu curgere de la sud spre nord, așa cum le este dat sensul de înclinarea terenului. Au văi bine conturate.
Nivelul apelor freatice prezintă variații importante fiind influențat de nivelul apei din râul Mureș.

## Clima
Fiind situată la o altitudine medie de 110 m, comuna beneficiază de o repartizare mai uniformă a temperaturilor între anotimpuri. Temperatura medie anuală este de 12,39 °C, în condițiile unei intensități a radiației solare (vara) de peste 15 cal/cm2/lună.
Temperatura maximă absolută: 37,4 °C; temperatura minimă absolută -16,5 °C.
Precipitații medii anuale de 45,93 l/m2.

## Istoric
Frumușeni, localitate situată pe drumul județean nr. 682, prezintă mai multe obiective importante. În partea de nord-est se găsește "Fântâna turcului", în formă circulară, căptușită cu piatră. 
Langă fântână se văd urmele unei construcții străvechi, din cărămidă, lungă de cca 4 m și înaltă de 2 m, legate de fântână cu un mortar dur.
Într-un sector de cca 8000 mp se găsesc urme de piatră șlefuită, aduse din altă parte (granit, gresie, porfir etc.) și urmele unui terasament. 
Unii istorici afirmă că aceste vestigii au aparținut cetății Sodi, atestată documentar în sec. XV-XVI. În apropiere, lângă "Dealul Căprii", unde s-au găsit urme dacice și feudale (sec. XII-XIII) este vechea albie a Mureșului, existentă până în secolul al XIX-lea; în evul mediu erau în aceste părți un important vad și o vamă.
La acest vad al Mureșului, în apropierea cetății, s-a desfășurat în iunie 1527 (după bătălia de la Mohacs) bătălia hotărâtoare între oștile rebele de români, maghiari si sârbi, conduse de mercenarul Iovan Nenada și armatele nobiliare maghiare . Trei zile, cele doua oști au stat față în față, nobilimea așteptând noi întăriri.
Rebelii au atacat armata nobiliară avand sorți de izbândă, dar sosirea unor noi trupe nemeșești de la Caransebeș, Lugoj și Hunedoara, superioare numericește, a decis în favoarea nobililor bătălia.
Nu este însa exclus ca cetatea amintită să se fi găsit de fapt pe dealul "Schanzberg", situat la nord-vest de sat, avand o diferență de nivel de 5 m față de câmpia înconjuratoare. Aici se pot bine distinge șanțurile de odinioară, care străjuiau o construcție pătrată din pământ, bârne și piatră, cu laturile de cca 60 m.
La colțuri se poate bănui că existau bastioane. Săpăturile recente efectuate în acest loc, au scos la iveală obiecte de ceramică și vârfuri de suliță aparținând secolelor anterioare stăpânirii otomane care se păstrează actualmente în muzeul școlar. 
Lângă "Schanzberg", o denumire locală, s-a menținut amintirea unui vechi sat românesc, care a căzut victimă la mijlocul secolului al XVIII-lea vitregiei stăpânirii habsburgice.
Prin colonizarea satului cu populație germană, în deceniul al șaptelea al secolului al XVIII-lea, locuitorii români au fost mutati în Toracul- Mic din Banatul Sârbesc. 
În anul 1774 satul era populat în întregime cu populație germană. Odată cu venirea populației germane dispare și parohia ortodoxă română.
Dupa al doilea război mondial, în Frumușeni au fost colonizate mai multe familii de români din Apuseni. Cu această ocazie a fost reânființată și parohia ortodoxă română. Înca de la început slujbele religioase se țineau într-o capelă amenajată într-o casă. Dupa 1989 enoriașii îsi edifică o biserică din cărămidă, cu hramul "Pogorarea Sfântului Duh", sfințită în 1997 de Î.P.S. dr. Timotei Seviciu episcopul Aradului.
În sat (la nr. 188) reține atenția școala veche a cărei existență se poate atesta documentar înca din 1779. Actuala cladire ridicată în 1866, păstrează și clopotnița ce se afla în acel loc.
Căminul cultural (la nr. 379), odinioară han și stație de poștalion, găzduiește azi un mic muzeu cu numeroase piese, adunate de membrii cercului de istorie al școlii: materiale arheologice descoperite la Dealul Căprii, Schanzberg si Fântâna turcului, etc. provenite dintr-o perioadă începand cu secolul al VI-lea i.e.n.; obiecte etnografice (ceramică locală, obiecte casnice, mobilier etc); monede.
Centrul satului, azi prevăzut cu un frumos parc, a găzduit, la 26 martie 1909, o impozantă adunare a socialiștilor locali și a maselor din satele învecinate.
Atelierele de împletit nuiele din Frumușeni realizau frumoase obiecte răspândite în toate colțurile României și în zeci de state ale lumii. Folosindu-se de experiența seculară, ca și de posibilitațile oferite de materia primă special plantată și aclimatizată aici, răchita roșie hibridă, sute de muncitori se ocupau cu artizanatul, împletind cele mai variate coșuri și alte articole, în sute de modele.